# François Questiaux
François Questiaux (* 14. August 1900 in Beauraing; † 24. Dezember 1944 im KZ Dachau) war ein belgischer römisch-katholischer Geistlicher und Märtyrer.

## Leben
François Questiaux wurde 1900 im belgischen Focant (heute Ortsteil von Beauraing, 50 km südlich von Namur) geboren. Er wuchs in Louette-Saint-Denis (Gedinne) auf. Zwei seiner Brüder waren Priester. Er absolvierte das Gymnasium in Floreffe und studierte ab 1919 an der  Päpstlichen Universität Gregoriana in Rom, wo er 1921 in Philosophie und 1926 in Theologie abschloss. Im August 1925 wurde er zum Priester geweiht. 1929 wurde er Dogmatikprofessor am Priesterseminar Namur. Ab 1935 gehörte er in Namur zum Domkapitel.
Am 8. Juni 1943 wurde er von der Gestapo verhaftet und kam über das Gefängnis Saint-Gilles/Sint-Gillis am 28. August 1943 in das KZ Esterwegen. Von dort kam er im Mai 1944 in das Gefängnis Bayreuth und am 7. Dezember 1944 in das KZ Dachau. Dort starb er am 24. Dezember 1944 im Alter von 44 Jahren.